# HD 100777 b
HD 100777 b ist ein Exoplanet, der den Stern HD 100777 mit einer Umlaufperiode von rund 384 Tagen umkreist. Die große Halbachse der Bahn misst ca. 1,0 Astronomischen Einheiten, die Mindestmasse beträgt 1,2 Jupitermassen (etwa 370 Erdmassen). Die Entdeckung des Objekts mit Hilfe der Radialgeschwindigkeitsmethode wurde von Naef et al. im Jahr 2007 publiziert.